# Moedas de euro luxemburguesas
O Euro (EUR ou €) é a moeda comum para as nações que pertencem à União Europeia e que aderiram à zona Euro. As moedas de euro têm dois lados diferentes: um lado comum, europeu, mostrando o valor da moeda, e um lado nacional, mostrando um desenho escolhido pelo país membro da UE onde a moeda foi cunhada. Cada país membro tem um ou vários desenhos únicos a esse país.
Para visualizar as imagens do lado comum e para ter uma descrição detalhada das moedas, ver moedas de euro.

As moedas de euro luxemburguesas apresentam três desenhos diferentes, mas todos eles contêm o retrato ou efígie do Grão-Duque Henrique de Luxemburgo. Os desenhos, da autoria de Yvette Gastauer-Claire, integram também as 12 estrelas da União Europeia, o ano de cunhagem, e o nome do país na língua local ("Lëtzebuerg"). O Luxemburgo não cunha as suas próprias moedas, que são produzidas nos Países Baixos.
Visto que é a primeira vez que o Grão-Duque Henrique do Luxemburgo aparece nas moedas, a sua cabeça está virada para a esquerda. Geralmente, nas moedas que contêm o retrato de um chefe de estado, a cabeça está virada para a direita (significando assim que não é a primeira vez que a efígie é utilizada na moeda).
| € 0,01                                      | € 0,02                                      | € 0,05                                                                                                 |
| ------------------------------------------- | ------------------------------------------- | --- |
|                                             |                                             | |
| Efígie do Grão-Duque Henrique do Luxemburgo | Efígie do Grão-Duque Henrique do Luxemburgo | Efígie do Grão-Duque Henrique do Luxemburgo                                                            |
| € 0,10                                      | € 0,20                                      | € 0,50                                                                                                 |
|                                             |                                             | |
| Efígie do Grão-Duque Henrique do Luxemburgo | Efígie do Grão-Duque Henrique do Luxemburgo | Efígie do Grão-Duque Henrique do Luxemburgo                                                            |
| € 1,00                                      | € 2,00                                      | € 2 (rebordo)                                                                                          |
|                                             |                                             | O rebordo da moeda apresenta o número "2" seis vezes alternado com ** o que dá um total de 12 estrelas |
| Efígie do Grão-Duque Henrique do Luxemburgo | Efígie do Grão-Duque Henrique do Luxemburgo | |